# Tacparia deductaria
Tacparia deductaria är en fjärilsart som beskrevs av Walker 1860. Tacparia deductaria ingår i släktet Tacparia och familjen mätare. Inga underarter finns listade i Catalogue of Life.